# Тейлор (Мічиган)
Тейлор (англ. Taylor) — місто (англ. city) в США, в окрузі Вейн штату Мічиган. Населення — 63 409 осіб (2020).

## Географія
Тейлор розташований за координатами 42°13′31″ пн. ш. 83°16′6″ зх. д. / 42.22528° пн. ш. 83.26833° зх. д. (42.225262, -83.268308).  За даними Бюро перепису населення США в 2010 році місто мало площу 61,21 км², з яких 61,12 км² — суходіл та 0,10 км² — водойми.

## Демографія
Згідно з переписом 2010 року, у місті мешкала 63 131 особа в 24 370 домогосподарствах у складі 16 700 родин. Густота населення становила 1031 особа/км².  Було 26422 помешкання (432/км²).
Расовий склад населення:
| - 78,0 % — білих - 15,8 % — чорних або афроамериканців - 1,8 % — азіатів - 0,5 % — корінних американців - 1,3 % — осіб інших рас |

До двох чи більше рас належало 2,6 %. Частка іспаномовних становила 5,1 % від усіх жителів.
За віковим діапазоном населення розподілялося таким чином: 24,7 % — особи молодші 18 років, 62,5 % — особи у віці 18—64 років, 12,8 % — особи у віці 65 років та старші. Медіана віку мешканця становила 36,9 року. На 100 осіб жіночої статі у місті припадало 91,8 чоловіків;  на 100 жінок у віці від 18 років та старших — 88,6 чоловіків також старших 18 років.
Середній дохід на одне домашнє господарство  становив 50 877 доларів США (медіана — 40 545), а середній дохід на одну сім'ю — 57 314 долари (медіана — 48 464). Медіана доходів становила 42 356 доларів для чоловіків та 32 159 доларів для жінок. За межею бідності перебувало 21,9 % осіб, у тому числі 35,8 % дітей у віці до 18 років та 8,7 % осіб у віці 65 років та старших.
Цивільне працевлаштоване населення становило 25 087 осіб. Основні галузі зайнятості: виробництво — 19,3 %, освіта, охорона здоров'я та соціальна допомога — 17,1 %, роздрібна торгівля — 14,0 %, мистецтво, розваги та відпочинок — 11,6 %.